# Harald II van Noorwegen
Harald Grijshuid (Oudnoors: Haradr Gráfeldr, Noors: Harald Gråfell) was koning van Noorwegen van 961 tot zijn dood in 976. Hij was een zoon van Erik I Bloedbijl en een kleinzoon van Harald I Schoonhaar.
Na de dood van zijn vader gingen Harald en zijn broers met de Deense koning Harald Blauwtand (later van 976-986 zelf koning van Noorwegen), een verbond aan tegen hun (half)oom koning Haakon (I) de Goede. Na de dood van Haakon bij Fitjar in 961 nam Harald, als oudste maar tezamen met zijn broers, het koningschap over Noorwegen op zich.
 
Hun macht beperkte zich echter voornamelijk tot het westelijke deel van Noorwegen. Harald trachtte zijn invloed verder uit te breiden door lokale leiders/graven, zoals Sigurd Haakonsson, Tryggve Olafsson en Gudrod Bjornson te vermoorden. In 976 werd hij in de val gelokt door in te gaan op een uitnodiging naar Denemarken te komen. Daar werd hij vermoord door Haakon Sigurdsson, graaf/jarl van Lade en zoon van Sigurd Haakonsson, die ondertussen een verbond met Harald Blauwtand was aangegaan.